# Exposition anglo-japonaise

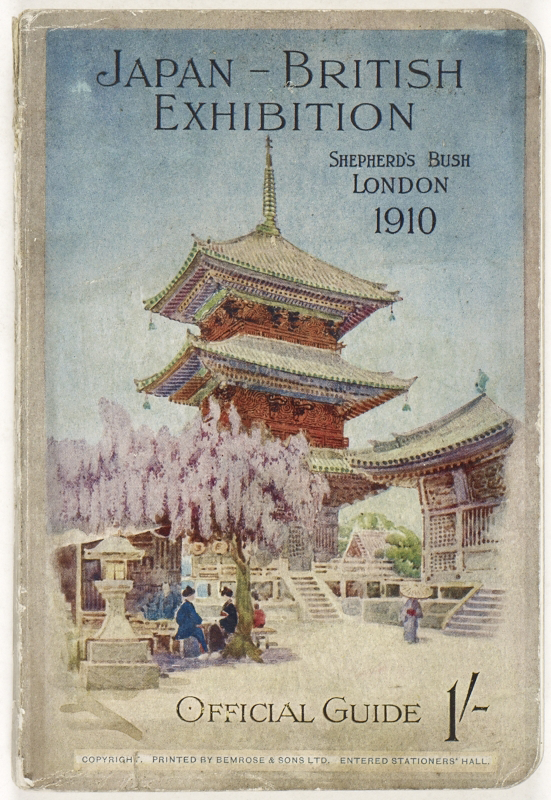
Couverture du guide officiel mis à disposition des visiteurs.

L'exposition anglo-japonaise (日英博覧会, Nichi-Ei Hakuran-kai) de 1910 se tint dans le quartier de White City à Londres du 14 mai au 29 octobre 1910. Ce fut à l'époque la plus importante exposition internationale à laquelle l'empire du Japon participait. Elle fut organisée à la suite du renouvellement de l'alliance anglo-japonaise et du désir du Japon de développer une image publique plus positive en Grande-Bretagne. Il était également espéré que la présentation des produits manufacturés amènerait une augmentation du commerce entre les deux pays.

## Contexte

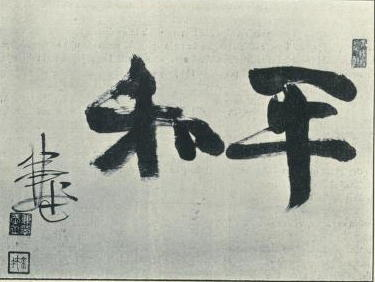
Calligraphie japonaise avec le mot « paix » et la signature de l'auteur le baron Ōura Kanetake, 1910.

En 1908 est fait la proposition d'une exposition organisée à Londres pour célébrer et renforcer l'alliance anglo-japonaise au niveau local. Le projet est alors particulièrement soutenu par le ministre japonais des Affaires étrangères Komura Jutarō qui était conscient de l'image générale que se faisait l'Occident du Japon comme un pays arriéré et sous-développé et ce en dépit des évènements de la révolte des Boxers ou de la victoire lors de la guerre russo-japonaise. La diète du Japon vota en 1909 une somme énorme pour financer l'exposition malgré le fait que les finances publiques avaient été drainées par la guerre contre la Russie et que l'économie était au bord de la banqueroute.
Le baron Ōura Kanetake, ministre japonais de l'Agriculture et du Commerce, était le président du comité japonais pour l'organisation de l'exposition. Son homologue britannique était Henry Fitzalan-Howard (15e duc de Norfolk).
La partie japonaise couvrait 22 550 m², trois fois plus que lors de l'exposition universelle de 1900 à Paris, sans compter 20 706 m² pour deux grands jardins japonais. Il y avait environ 2 271 exposants japonais.
La marine impériale japonaise envoya le croiseur Ikoma (qui était ancré à Gravesend dans le Kent) pour souligner que l'alliance anglo-japonaise était avant tout une alliance navale et pour montrer que le Japon était devenu une formidable puissance militaire digne du partenariat avec le Royaume-Uni.
La visite de la reine Alexandra au mois de mars, en avance sur l'ouverture, ajouta de la publicité et un prestige royal à l'exposition. La mort du roi Édouard VII le 6 mai force les organisateurs à retarder l'ouverture jusqu'au 14 mai. Plus de 8 millions de personnes visitent l'exposition avant la fermeture le 29 octobre.
L'exposition était connue des Anglais comme l'« exposition japonaise » plutôt que comme l'« exposition anglo-japonaise » car il y avait en fait très peu de contenu britannique.

## L'exposition
Les jardins japonais avaient été entièrement construits pour l'exposition. Puisque l'authenticité était considérée comme le plus important, des arbres, des arbustes, des bâtiments en bois, des ponts et même des pierres furent importés du Japon.
L'un des buts de l'exposition était de faire découvrir la civilisation japonaise au monde occidental, en montrant le passé, le présent et des projections du futur. L'intention était de montrer que le Japon n'était pas un pays qui était soudainement passé d'un statut semi-barbare à celui d'un des pays les plus civilisés au monde mais que cela avait été « progressif » et que la modernisation du Japon depuis 1868 était une progression naturelle. Cela fut illustré pour douze impressionnants dioramas de grande taille avec des statues de cire, montrant la progression de l'histoire japonaise.
Des images de Taïwan, de la Corée, du Guandong et des Aïnous de Hokkaido furent montrés pour prouver que le Japon suivait les traces du Royaume-Uni en tant que puissance impériale capable d'améliorer les vies des natifs de ses colonies.
Presque 500 entreprises japonaises envoyèrent des marchandises à Londres. Un soin particulier fut pris pour exposer celles de la meilleure qualité possible et contrer ainsi la mauvaise réputation des produits japonais.
En plus des biens manufacturés furent exposés des œuvres d'art modernes et traditionnelles et des objets d'artisanat. L'un des artisans les plus célèbres de l'exposition est le potier Horikawa Kozan. Celui-ci fut invité pour faire une démonstration de la technique de fabrication des poteries et réparer des antiquités inestimables, dont une partie devint propriété de collectionneurs britanniques pour des générations.
De plus, 35 lutteurs de sumo sont restés quatre mois et demi à Londres, avant de poursuivre leur tournée à Paris et vers d'autres villes d'Europe.

## Impressions

### Japonaise
Beaucoup de visiteurs japonais trouvèrent embarrassant le « village japonais typique » représentant la vie quotidienne des paysans du nord-ouest du Japon. Bien qu'il n'était pas loin de la réalité, l'image qu'il véhiculait n'était pas celle que le Japon voulait transmettre au public occidental. Relayé en masse par les journaux japonais, cela favorisa l'opinion que l'« exposition avait été un échec ». Les Japonais s'intéressaient surtout au moyen de convaincre le public britannique que le Japon était digne d'être considéré comme un allié moderne et civilisé et comme égal à n'importe quelle nation occidentale.
Certains correspondants japonais à Londres rapportèrent également que certaines « attractions » exotiques et divertissantes, sur le modèle des carnavals, étaient vulgaires et contribuaient à discréditer le Japon. De plus, l'exposition sur les Aïnous et les natifs de Taïwan, avec leurs habitations autochtones, était considérée comme avilissante et controversée.
Ainsi, dans l'histoire japonaise, l'exposition anglo-japonaise de 1910 est souvent oubliée en faveur d'autres évènements la même année, comme l'expédition antarctique de Shirase Nobu.

### Britannique
Les opinions négatives de l'exposition des journaux japonais étaient tout le contraire de celles des journaux britanniques qui avaient été conquis, en particulier par les œuvres d'art et les jardins.

## Par la suite
Après la fermeture de l'exposition, les objets exposés furent classés en trois catégories : ceux qui rentraient au Japon (300 caisses dans trois voyages différents), ceux qui allaient dans diverses institutions (200 caisses réparties en 30 destinataires) et ceux envoyés à d'autres villes d'Europe où des expositions internationales étaient prévues dans un futur proche (Dresde et Turin, en 1911).
La porte impériale (Chokushimon), réplique aux quatre-cinquièmes du karamon de Nishi-Hongan-ji à Kyoto, fut installée aux jardins botaniques royaux de Kew, où elle est encore aujourd'hui.

## Source de traduction
- (en) Cet article est partiellement ou en totalité issu de l’article de Wikipédia en anglais intitulé « Japan–British Exhibition » (voir la liste des auteurs).